# Glischrochilus quadriguttatus
Glischrochilus quadriguttatus är en skalbaggsart som först beskrevs av Fabricius 1777.  Glischrochilus quadriguttatus ingår i släktet Glischrochilus, och familjen glansbaggar. Enligt den finländska rödlistan är arten nationellt utdöd i Finland. Arten är reproducerande i Sverige. Artens livsmiljö är lundskogar.

## Bildgalleri

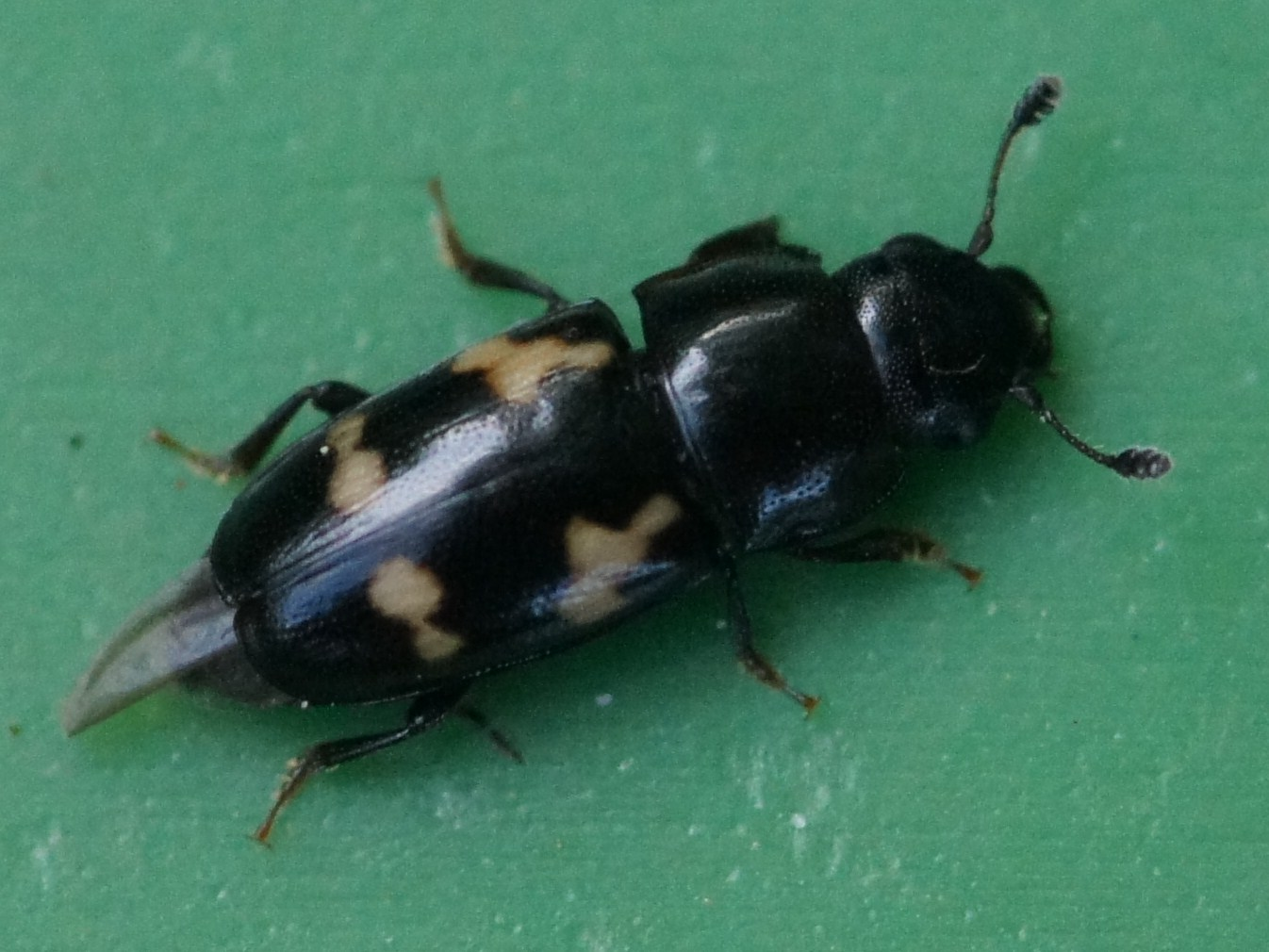